# 長谷川謙浩
長谷川 謙浩（はせがわ けんこう、1916年6月8日 - 1994年11月12日）は、日本の実業家。川崎重工業社長、会長を務めた。福島県出身。

## 経歴・人物
1941年に東京帝国大学工学部船舶工学科を卒業し、同年に川崎重工業に入社した。海軍技術将校、大尉を経て、主に船舶設計を手掛け、1971年11月に取締役に就任し、1975年5月に常務、1978年6月に専務、1980年6月に副社長を経て、1981年6月に社長に就任し、在任中は、造船不況で悪化していた業績の立て直しと1985年からの急激な円高の影響による経営再建に力を注いだ。1987年6月に会長に就任し、1992年から相談役を務めた。
政府の各種審議委員会委員や日本造船工業会会長や日本航空宇宙工業会会長や日本航空機開発協会理事長などを歴任した。1974年に神戸海運局長表彰を受け、1982年に運輸大臣表彰を受け、1983年11月に藍綬褒章を受章し、1989年11月に勲一等瑞宝章を受章した。
1994年11月12日心不全のために神戸市の川崎病院で死去。78歳没。